# Thiemo Kraas

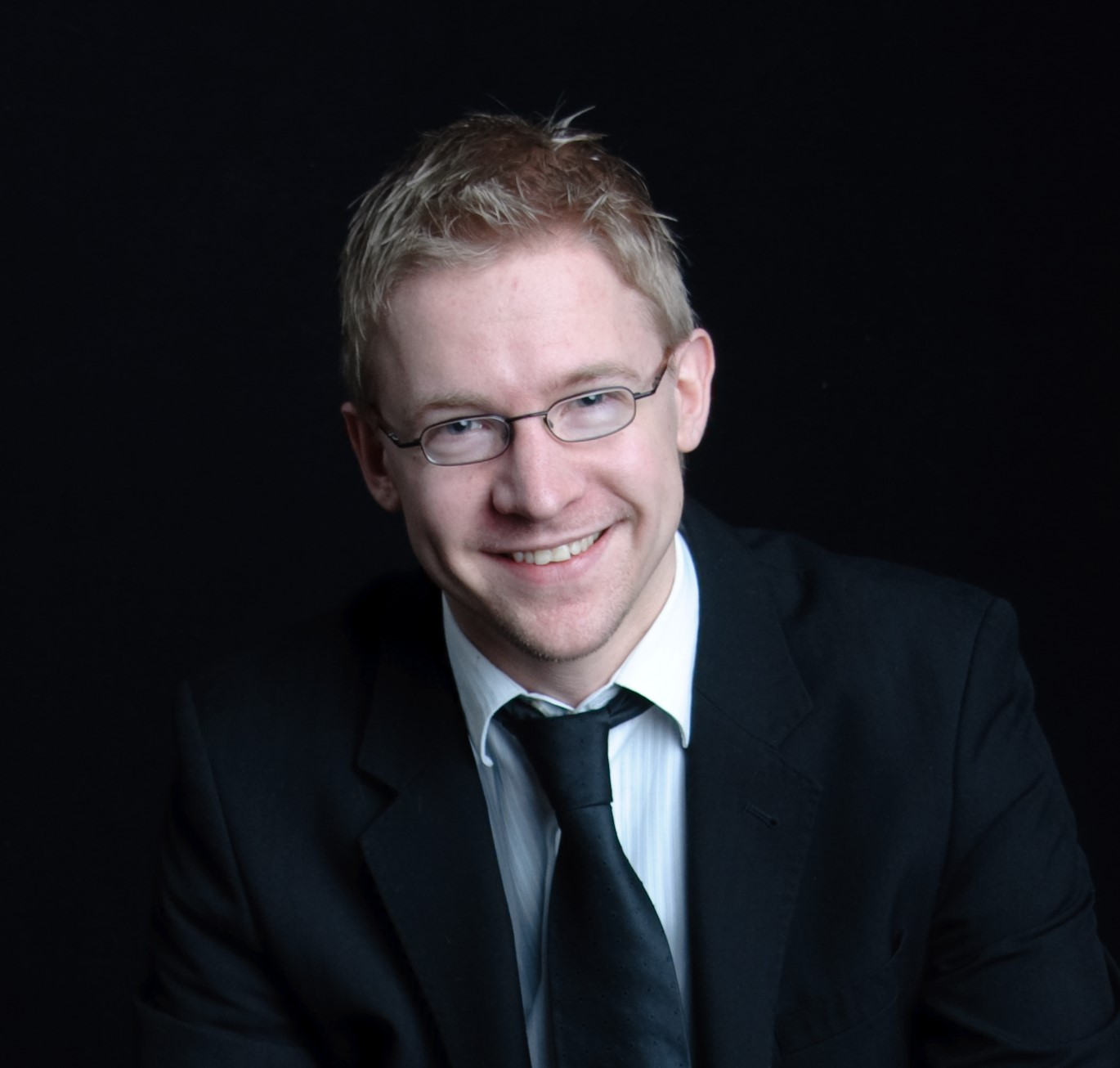
Thiemo Kraas (2011)

Thiemo Kraas (* 15. Juni 1984 in Arnsberg) ist ein deutscher Komponist, Arrangeur und Dirigent.

## Leben und Werk
Thiemo Kraas studierte Musikpädagogik, Musiktheorie, Tonsatz und Gehörbildung an der Hochschule für Musik Detmold, an der er in den Jahren 2014/15 auch als Dozent für Musiktheorie tätig war. Während seines Studiums war er Stipendiat der Studienstiftung des Deutschen Volkes. Von 2008 bis 2015 arbeitete er als Dirigent und Musikalischer Leiter des Jugendmusikkorps Avenwedde – Stadt Gütersloh – e. V.  2016 wurde er fester Mitarbeiter des Rundel Musikverlags.
Seine Kompositionen und Arrangements, überwiegend für Blasorchester,  werden regelmäßig in Konzertprogramme aufgenommen.
Die Kompositionen und Arrangements von Thiemo Kraas werden im Rundel Musikverlag veröffentlicht.